# Mšec
Mšec (en allemand : Kornhaus) est un bourg (městys) du district de Rakovník, dans la région de Bohême-Centrale, en Tchéquie. Sa population s'élevait à 908 habitants en 2020.

## Géographie
Mšec se trouve à 5 km au nord de Nové Strašecí, à 16 km au sud-sud-est de Rakovník et à 39 km à l'ouest-nord-ouest de Prague.
La commune est limitée par Srbeč et Pozdeň au nord, par Jedomělice et Drnek à l'est, par Mšecké Žehrovice au sud, et par Třtice à l'ouest et par Bdín à l'ouest.

## Histoire
La première mention écrite de la localité date de 1316.

## Transports
Par la route, Mšec se trouve à 6,5 km de Nové Strašecí, à 21 km de Rakovník et à 49 km du centre de Prague.